# Syncollesis seydeli
Syncollesis seydeli is een vlinder uit de familie spanners (Geometridae). De wetenschappelijke naam van deze soort is voor het eerst geldig gepubliceerd in 1941 door Debauche.
De soort komt voor in tropisch Afrika.